# Świńska grypa
Świńska grypa (lub grypa świń) – zakaźna choroba układu oddechowego świń, którą powodują wirusy grypy typu A lub (rzadziej) wirusy grypy typu C. Nieściśle (i formalnie niepoprawnie) świńską grypą nazywa się również chorobę wywoływaną przez tzw. nowy wirus grypy północnoamerykańskiej (nazywany również wirusem grypy meksykańskiej).
U świń wirusy grypy wywołują liczne zachorowania, jednak śmiertelność na skutek zakażenia jest niska. Wirus grypy świń typu A/H1N1 został wyizolowany po raz pierwszy u świń w 1930 roku.
Zachorowanie na świńską grypę może być groźne, zwłaszcza dla osób starszych, dzieci oraz z obniżoną odpornością, kiedy może zakończyć się zgonem.

## Zarażenia wśród ludzi

### Pandemia w 1918 roku
Pandemia, która miała miejsce w latach 1918–1919, znana pod potoczną nazwą „hiszpanka” była pandemią wywołaną przez wyjątkowo groźną odmianę wirusa grypy A/H1N1. Pochłonęła ona jak się ocenia od 50 do 100 mln ofiar śmiertelnych na całym świecie. Była to jedna z największych pandemii w historii ludzkości, w przebiegu której zachorowało ok. 500 mln ludzi, co stanowiło wówczas 1/3 populacji świata.

### Pandemia w 2009 roku
potwierdzone zgony
     potwierdzone infekcje
     niepotwierdzone infekcje

Zasięg epidemii w 2009 roku
potwierdzone zgony
potwierdzone infekcje
niepotwierdzone infekcje

Do marca 2009 znane były jedynie rzadkie przypadki zakażeń ludzi wirusem grypy A/H1N1 – głównie wskutek bezpośredniego kontaktu ze świniami. W okresie od grudnia 2005 r. do lutego 2009 r. w USA (w 10 stanach) stwierdzono razem jedynie 12 przypadków zakażeń. Jednakże została stwierdzona możliwość ich przenoszenia z człowieka na człowieka.
Od marca 2009 roku potwierdzano przypadki zakażeń nowym szczepem wirusa typu A/H1N1 w Kalifornii i Teksasie.
W maju 2009 roku potwierdzono pierwszy przypadek zakażenia w Polsce.
11 czerwca 2009 Światowa Organizacja Zdrowia ogłosiła najwyższy, szósty stopień zagrożenia oznaczający pandemię.
10 sierpnia 2010 Światowa Organizacja Zdrowia ogłosiła koniec pandemii wirusa A/H1N1, powodującego tzw. nową grypę, nazywaną przez pewien czas grypą świńską. Ogłoszenie przez WHO końca pandemii oznacza, że nie ma już potrzeby utrzymywania najwyższego, szóstego poziomu alertu, ale wirus tzw. nowej grypy będzie się wciąż utrzymywał, tak, jak grypa sezonowa.

### Objawy

Objawy kliniczne „świńskiej” grypy

Objawy przypominają tradycyjną grypę.
Są nimi:
- wysoka gorączka
- dreszcze
- bóle mięśniowe oraz kostno-stawowe
- ból głowy
- ból gardła oraz suchy kaszel
- uczucie wyczerpania i ogólnego rozbicia
- brak apetytu
- duszność
- ból w okolicy ucha

Mogą wystąpić również:
- nieżyt nosa
- nudności
- biegunka lub wymioty

Czasami nawet:
- sztywność
- utrata przytomności
- dezorientacja

## Wirus powodujący świńską grypę
Najczęściej wśród świń izoluje się szczepy H1N1, H1N2, H3N2, H3N1 i H2N3. Jednak w przypadku, gdy dojdzie do zarażenia świni jednocześnie kilkoma z nich, może powstać nowy szczep.

## Spór o nazwę wirusa
W czasie epidemii w Ameryce Północnej w 2009 roku, amerykańscy producenci wieprzowiny zaprotestowali przeciwko nazwie „świńska grypa”, tłumacząc, że amerykańska wieprzowina jest bezpieczna, zakaz importu wieprzowego mięsa z Ameryki Północnej powoduje olbrzymie straty w branży mięsnej i naciskają na rząd, żeby wpłynął na kraje, które zakazały importu mięsa wieprzowego z Ameryki, aby cofnęły swoje decyzje. Niektórzy urzędnicy USA natychmiast poparli postulat hodowców, tłumacząc, że „nie jest to choroba jedzenia”, nazwa jest używana nieprawidłowo, a prawidłowo powinno się ją określać jako wirusa H1N1.
We Francji Światowa Organizacja Zdrowia Zwierząt również sprzeciwiła się używaniu tej nazwy, argumentując, że wirus składa się z genomów grypy ludzkiej, ptasiej i świńskiej. Zaproponowała więc nazwanie jej „grypą północnoamerykańską”. Instytut medycyny tropikalnej w Hamburgu ogłosił, że nowego wirusa powinno nazywać się „grypą meksykańską”. Pomysł szybko podchwycił Izrael, któremu nazwa „meksykańska grypa” podoba się o wiele bardziej. W Izraelu ze względów religijnych obowiązuje prawny zakaz jedzenia wieprzowiny. Natomiast Europejskie Centrum Zapobiegania i Kontroli Chorób w Sztokholmie zaproponowało nazwę „nowa grypa”, którą poparł Joerg Hacker, szef niemieckiego Instytutu im. Roberta Kocha.
Światowa Organizacja Zdrowia, podobnie jak i większość mediów, początkowo obstawała przy nazwie „świńska grypa”, jednak kilka dni później postanowiła odejść od takiej formy i ogłosiła oficjalną nazwę wirusa jako „grypa A/H1N1" (ang. H1N1 influenza A). Stosowanie nazwy „A/H1N1" w odniesieniu tylko do wirusa nowej grypy jest nieścisłe i mylące – nazwa „A/H1N1" określa jedynie o jaką grupę wirusów chodzi (do grupy A/H1N1 oprócz wirusa nowej grypy, należą również wirusy zwykłej sezonowej grypy, występującej powszechnie u ludzi, a także m.in. wirus tzw. hiszpanki). Aby określenie było ścisłe, należy doprecyzować o który dokładnie wirus z grupy A/H1N1 chodzi. Dlatego, aby uniknąć mylenia informacji dotyczących wirusów nowej grypy A/H1N1 z informacjami dotyczącymi zwykłych sezonowych gryp (które również są powodowane przez wirusy A/H1N1) pod koniec czerwca 2009 organizacje międzynarodowe rozpoczęły stosowanie wobec nowej grypy nazwy A/H1N1v, gdzie „v” oznacza skrót od „variant” (wariant). To dokładniejsze określenie nie przyjęło się do tej pory w mediach, które wciąż stosują oznaczenie „A/H1N1" w charakterze dokładnej nazwy wirusa nowej grypy. Sytuację komplikuje fakt, że wirus nowej grypy ulega ciągłym zmianom – jego poszczególne wyizolowane warianty różnią się.

## Leczenie
Większość osób, które zachorują na grypę meksykańską, powróci samoistnie do zdrowia, tak jak w przypadku zwykłej odmiany grypy.
Służba zdrowia dysponuje specyficzną szczepionką, która chroni przed zachorowaniem na grypę meksykańską. Nie wiadomo także, w jakim stopniu standardowa szczepionka przeciwko grypie ochrania przed grypą meksykańską, albowiem tylko szczepionka zawierająca aktualnie cyrkulujący typ wirusa jest w stanie ochronić przed zachorowaniem lub złagodzić jego przebieg.
Znane są leki przeciwwirusowe, które działają profilaktycznie lub są stosowane w leczeniu grypy. Wyróżnia się dwie grupy leków przeciwwirusowych stosowanych w leczeniu „ogólnej” grypy:
- inhibitory neuraminidazy, które hamują wybiórczo enzym neuraminidazę – obecny na powierzchni wirusów grypy typu A i B, np. oseltamiwir (Tamiflu®) i zanamiwir (Relenza®)
- leki oddziałujące na białko M2 niezbędne w procesie replikacji wirusa grypy typu A, np. amantadyna (Symmetrel®) i rymantadyna (Flumadine®)

Nie wypracowano do tej pory jednoznacznego zalecenia dotyczącego stosowania preparatów przeciwwirusowych w leczeniu grypy meksykańskiej, głównie ze względu na brak wystarczającej ilości danych. Przeprowadzone w USA wstępne badania wykazały wrażliwość wirusa grypy meksykańskiej znalezionego u ludzi na leki przeciwwirusowe z grupy inhibitorów neuraminidazy i niewrażliwość na amantadynę. Wszystkie wyżej wymienione leki są dostępne wyłącznie na receptę. Związek Aptekarzy Niderlandzkich (Koninklijke Nederlandse Maatschappij ter bevoordering der Pharmacie KNMP) ostrzega pacjentów, aby nie kupowali leków przeciwko grypie „na zapas” za pośrednictwem Internetu, gdyż ich niewiadome pochodzenie nie gwarantuje jakości i skuteczności, dodatkowo są oferowane po zawyżonych cenach. Natomiast zaleca zastosowanie prostych czynności higienicznych, które zmniejszają ryzyko zakażenia grypą.
We wrześniu 2009 do publicznej wiadomości podano wyniki wstępnych obserwacji poczynionych przez australijskich lekarzy, sugerujące, że poważniejszy przebieg nowej grypy może być związany z obniżonymi poziomami immunoglobulin IgG2. Jednoznaczna korelacja nie została jeszcze wykazana, lecz uzyskano już pierwsze sukcesy związane z podawaniem immunoglobulin chorym w stanie krytycznym.
W lipcu 2009 w wielu miejscach na świecie, m.in. w Hongkongu, New Jersey, Katalonii i Sapporo, wyizolowano warianty wirusa nowej grypy A/H1N1v oporne na leczenie środkiem oseltamiwir. Przewiduje się, że w niedługim czasie nowy wirus może osiągnąć taką oporność na całym świecie (z powodu powszechności leczenia przy użyciu Tamiflu® oraz odpowiednich reasortacji z powszechnie cyrkulującymi wirusami gryp sezonowych, które oporność już osiągnęły). Także amerykańskie władze sanitarne (PAHO) doniosły o pojawieniu się oporności u zmutowanego wirusa grypy A(H1N1) na lek przeciwwirusowy Tamiflu, w okolicach granicy amerykańsko-meksykańskiej. Przyczyny upatruje się w łatwej dostępności leku, który w Meksyku można nabyć bez recepty. Przy czym należy zaznaczyć, że wirus grypy zawsze charakteryzował się szybką zdolnością do mutacji. Badana jest również niepokojąca możliwość uzyskania przez nowego wirusa oporności na zanamiwir (Relenza®) – określana jako mało prawdopodobna, lecz zaobserwowana już w środowisku laboratoryjnym.

## Szczepionka przeciw grypie meksykańskiej
Szczepionka przeciw grypie meksykańskiej, która w dalszym ciągu znajduje się w etapie badań klinicznych, będzie nazywać się Focetria®. Focetria (tzw. „szczepionka modelowa”, czyli opracowana w celach profilaktycznych przeciwko grypie wywołanej przez podobny wirus, wymaga każdorazowo dopasowania specyficznego składnika antygenowego, zaś dane kliniczne uzyskane w doświadczeniach z nią są pomocne w opracowaniu skuteczności i bezpieczeństwa dla szczepionki pandemicznej) została zatwierdzona do stosowania u ludzi w wyjątkowych okolicznościach rozporządzeniem WE nr 726/2004 Parlamentu Europejskiego z dnia 2 maja 2007. Producentem jest firma farmaceutyczna Novartis Vaccines. Proces produkcyjny trwa szacunkowo 5–6 miesięcy od momentu zidentyfikowania struktury wirusa grypy, który wywołał objawy chorobowe u ludzi. Efektywność szczepionki przeciw grypie meksykańskiej nie jest jeszcze znana. Wiadomo, że w przypadku szczepionki przeciw podobnemu wirusowi po jednorazowym szczepieniu chroni ona przed zachorowaniem 40% zaszczepionych osób i ponad 70% po dwóch szczepieniach. Inne zarejestrowane szczepionki przeciw grypie pandemicznej to: Daronrix® i Pandemrix® produkcji GSK Biologicals oraz szczepionka prepandemiczna Prepandrix® przeznaczona do stosowania w 4 i 5 fazie rozwoju pandemii.
N.B. Rząd holenderski zamówił 34 miliony dawek szczepionki przeciw grypie pandemicznej. Szczepienie jest dobrowolne i na koszt państwa. Tym niemniej możliwe jest przymusowe szczepienie personelu medycznego, gdy zostanie ogłoszony stan klęski. Z sondażu wynika, że ponad 25% personelu medycznego odmawia zaszczepienia się przeciwko grypie meksykańskiej.

## Zalecenia higieniczne
Proste czynności związane z przestrzeganiem higieny osobistej zmniejszają ryzyko zakażenia, np.
- dokładne i częstsze mycie rąk przy użyciu mydła i bieżącej wody, np. po kontakcie z chorym lub jego wydzieliną, co pozwala na usunięcie materiału zakaźnego ze skóry i uniemożliwia dalsze roznoszenie wirusa; w przypadku braku takiej możliwości należy użyć środka odkażającego, zawierającego alkohol[25], kran należy zakręcić przez papierowy ręcznik[26]
- unikanie kontaktu z przedmiotami dotykanymi przez chorego lub dokładne ich umycie
- używanie jednorazowych chusteczek higienicznych przy kichaniu i siąkaniu nosa, które po użyciu należy natychmiast wyrzucić do kosza na śmieci oraz umyć ręce[26]
- stosowanie specjalnego typu masek na twarz w przypadku personelu medycznego lub osób narażonych na kontakt z licznymi chorymi; maski chirurgiczne są mniej skuteczne, ale bardziej skuteczne niż stosowanie chustki, ściereczki czy kawałka tkaniny, należy je jednak dostatecznie często zmieniać na czyste
- osoba, u której wystąpiły objawy wskazujące na grypę, powinna skontaktować się telefonicznie z lekarzem i w miarę możliwości unikać bezpośredniego kontaktu z innymi osobami, np. domownikami, aby uniemożliwić dalsze rozprzestrzenianie się grypy[25].